# دهستان کارو
دهستان کارو (به لاتین: Käru Parish) یک دهستان در استونی است که در شهرستان راپلا واقع شده‌است.

## خصوصیات
دهستان کارو ۲۱۴٫۹۱ کیلومترمربع مساحت و ۶۷۶ نفر جمعیت دارد.